# Croton gratissimus
Croton gratissimus és una espècie d'arbust o arbre petit originari d'Àfrica tropical de la família de les Euforbiàcies.

## Distribució

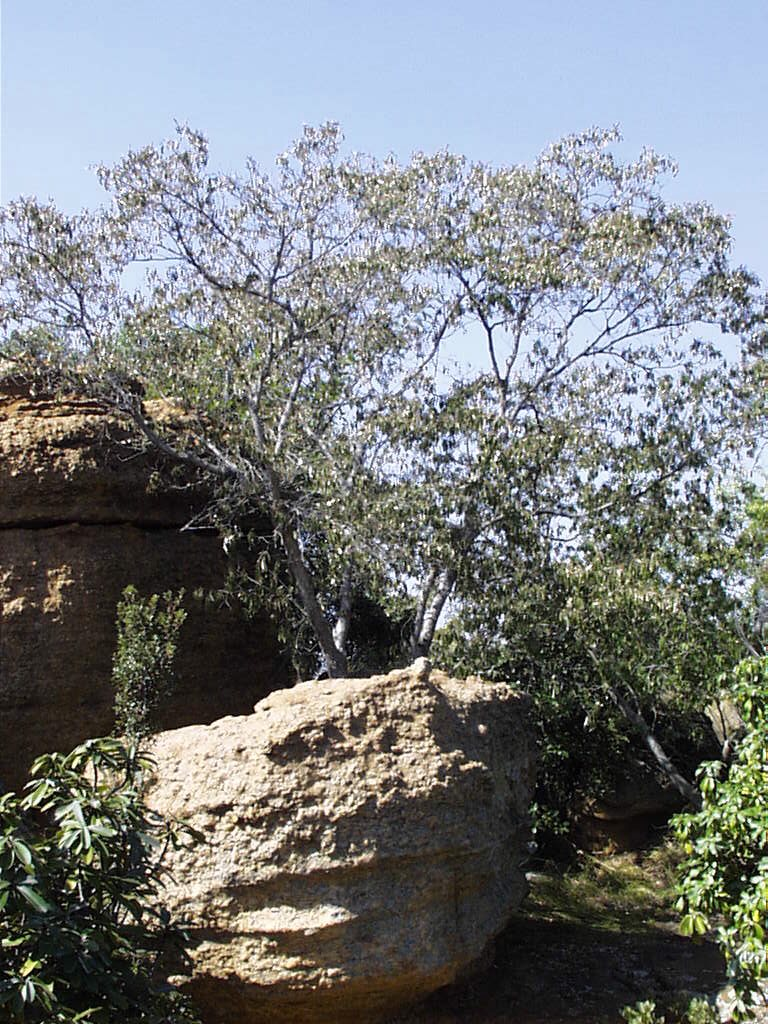
Vista de la planta al seu hàbitat

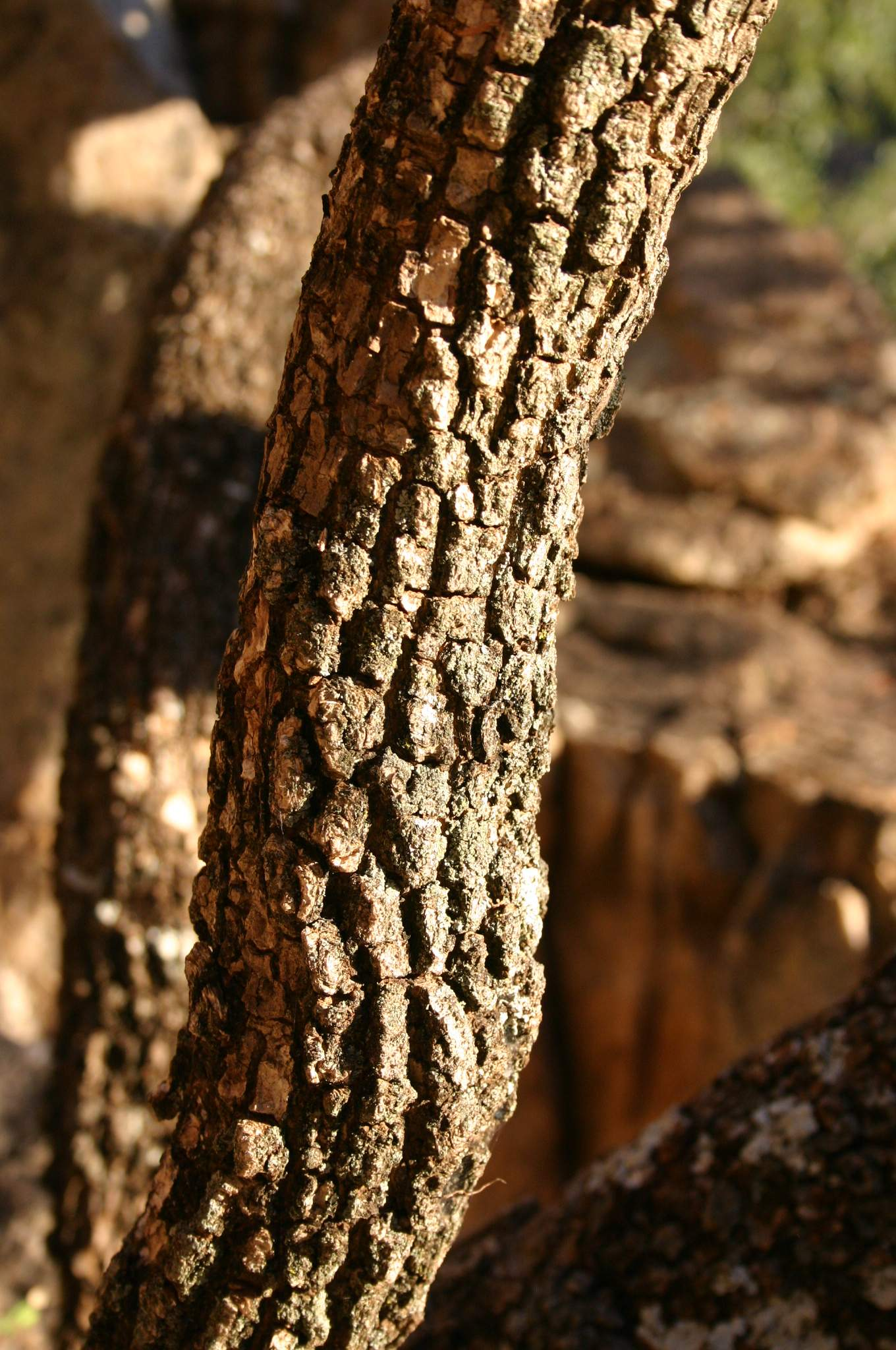
Tronc

L'espècie es troba a Etiòpia, el Sudan del Sud, el Sudan, Kenya, Uganda, Costa d'Ivori, Burkina Faso, Gàmbia, Ghana, Guinea, Nigèria, Angola, Malawi, Moçambic, Zàmbia, Zimbàbue i al nord de Sud-àfrica, on es troba sovint a terrenys rocosos.

## Descripció
Les fulles picades, prim-peciolades són agradablement perfumades i amb un oli essencial aromàtic que recorda Acorus calamus. Les fulles són de color plata a la superfície inferior i esquitxada de glàndules marrons. La inflorescència és un raïm terminal de flors grogues de fins a 10 cm de llarg. Els capolls
de color vermellós, estan presents durant tot l'hivern, i s'obren després de les primeres pluges. El fruit és una càpsula de 3 lòbuls, d'uns 10 mm de diàmetre i densament escamosos.

## Propietats
De l'escorça de l'arbre s'obté el toxalbumin crotina i diterpè crotonin.

## Usos
Els Bantus i Boiximans utilitzen extractes de l'escorça d'aquesta espècie per a una sèrie de propòsits medicinals. S'utilitza tradicionalment com un antipirètic, astringent, catàrtic i com a remei per a la hidropesia, la indigestió, pleuritis, trastorns uterins, el reumatisme i la neuràlgia intercostal.

## Taxonomia
Croton gratissimus va ser descrita per William John Burchell i publicada a Travels in the interior of South Africa 2: 263. 1824.

### Etimologia
- Croton: nom genèric que procedeix del grec Kroton, que significa "paparra", pel fet que les seves llavors recorden a aquest àcar.
- gratissimus: epítet llatí que significa "el més agradable".[5]

### Varietats
- Croton gratissimus var. subgratissimus (Prain) Burtt Davy[6]

### Sinonímia
- Croton amabilis Müll.Arg.
- Croton antunesii Pax
- Croton gratissimus var. gratissimus
- Croton microbotryus Pax
- Croton welwitschianus Müll.Arg.
- Croton zambesicus Müll.Arg.
- Oxydectes amabilis (Müll.Arg.) Kuntze
- Oxydectes gratissima (Burch.) Kuntze
- Oxydectes welwitschiana (Müll.Arg.) Kuntze
- Oxydectes zambesica (Müll.Arg.) Kuntze[6]